# Elettrodialisi
L'elettrodialisi è un processo per cui, applicata una differenza di potenziale, si ottiene l'allontanamento dei sali dalle soluzioni saline grazie all'impiego alternato di membrane cationiche e anioniche poste all'interno di una vasca e consententi rispettivamente il passaggio dei soli ioni positivi e dei soli ioni negativi. Applicando alle estremità di una cella una corrente continua con un certo differenziale, gli ioni positivi attraverseranno la membrana cationica, mentre gli ioni negativi attraverseranno la membrana anionica. Al termine del processo risulterà che alcuni scomparti saranno dissalati, mentre altri saranno arricchiti o di solo catione o di solo anione. Pertanto il solvente, l'acqua pura trattandosi di soluzioni acquose, risulterà presente a scomparti alternati.
L'elettrodialisi viene condotta in reattori (o celle) elettrolitiche dette celle di elettrodialisi. La tensione delle celle di elettrodialisi generalmente ha un valore elevato, può arrivare anche a centinaia di volt.